# 奈半利町
奈半利町（なはりちょう）は、高知県東部の安芸郡に属する町。北は北川村、西は奈半利川を隔てて田野町、東は室戸市と接している。

## 地理

### 地形

#### 山地
主な山
- 三ツ目山

#### 河川
主な川
- 奈半利川
- 須川川

#### 海域
- 土佐湾 - 今後発生が予見されている南海トラフ巨大地震の際には、町内の海岸に最大11mの津波が到達することが予想されている[2]。

### 人口
| |                                          |  |
| 奈半利町と全国の年齢別人口分布（2005年） | 奈半利町の年齢・男女別人口分布（2005年） |  |
| ■紫色 ― 奈半利町 ■緑色 ― 日本全国 | ■青色 ― 男性 ■赤色 ― 女性                |  |
| 奈半利町（に相当する地域）の人口の推移 \| 1970年（昭和45年） \| 5,084人 \| \| \| 1975年（昭和50年） \| 5,008人 \| \| \| 1980年（昭和55年） \| 4,874人 \| \| \| 1985年（昭和60年） \| 4,870人 \| \| \| 1990年（平成2年） \| 4,527人 \| \| \| 1995年（平成7年） \| 4,291人 \| \| \| 2000年（平成12年） \| 4,027人 \| \| \| 2005年（平成17年） \| 3,727人 \| \| \| 2010年（平成22年） \| 3,542人 \| \| \| 2015年（平成27年） \| 3,326人 \| \| \| 2020年（令和2年） \| 3,034人 \| \| |                                          |  |
| 総務省統計局 国勢調査より |                                          |  |
| 1970年（昭和45年） | 5,084人                                  |  |
| 1975年（昭和50年） | 5,008人                                  |  |
| 1980年（昭和55年） | 4,874人                                  |  |
| 1985年（昭和60年） | 4,870人                                  |  |
| 1990年（平成2年） | 4,527人                                  |  |
| 1995年（平成7年） | 4,291人                                  |  |
| 2000年（平成12年） | 4,027人                                  |  |
| 2005年（平成17年） | 3,727人                                  |  |
| 2010年（平成22年） | 3,542人                                  |  |
| 2015年（平成27年） | 3,326人                                  |  |
| 2020年（令和2年） | 3,034人                                  |  |

### 隣接自治体
高知県
- 室戸市
- 安芸郡田野町 - 奈半利町役場と田野町役場との距離は、1km強（徒歩20〜25分）である。
- 安芸郡北川村

## 歴史
明治
- 1889年（明治22年）4月1日 - 町村制施行により奈半利村が成立。

大正
- 1916年（大正5年）5月1日 - 町制施行、奈半利町となる。

昭和
- 1950年（昭和25年）3月24日 - 昭和天皇の戦後巡幸。天皇が奈半利貯木場（高知営林局）を視察。同場西側の奈半利町奉迎場で町民が天皇を迎えた[3]。

令和
- 2020年 (令和2年）5月25日 - ふるさと納税制度を巡る贈収賄事件で町職員らが逮捕。総務省に提出する書類に虚偽記載をしていたことが発覚し、この年よりふるさと納税対象自治体から除外された[4]。2年間の除外期間を経て再審査を行い、2022年10月復帰[5]。

## 政治

### 行政

#### 町長
現職町長
- 町長 : 竹崎和伸（たけざきかずのぶ）
  - 2018年6月就任、2期目

## 国家機関

### 国土交通省
- 四国地方整備局 土佐国道事務所奈半利国道出張所

## 施設

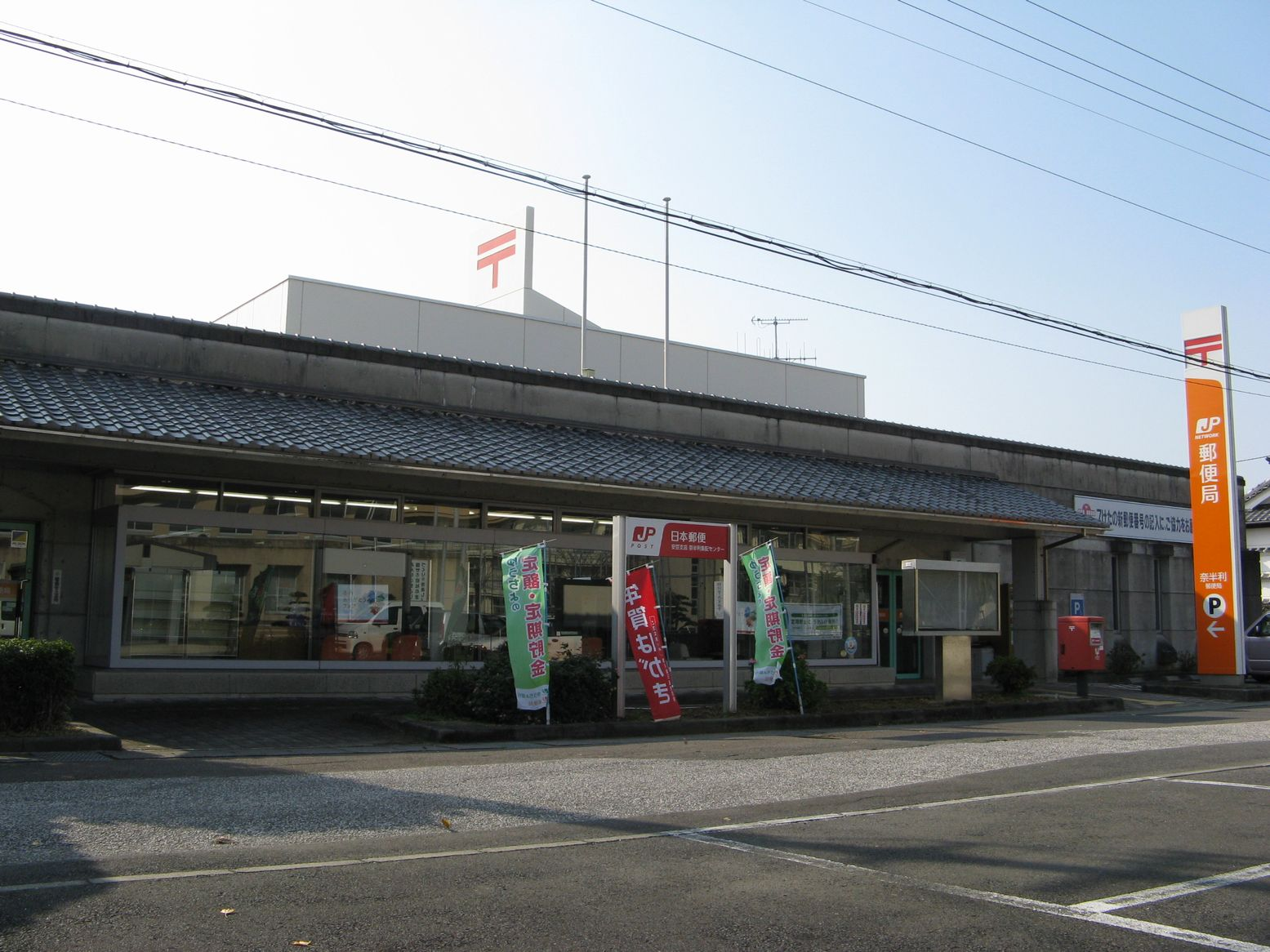
奈半利郵便局

### 警察
- 安芸警察署奈半利駐在所 - 安芸郡奈半利町乙1419番地8

### 消防
- 町内には消防署は存在しない。
  - 最寄りの消防署は、中芸広域連合 中芸広域連合消防本部・消防署（田野町）である。

### 郵便局
郵便局
- 日本郵便奈半利郵便局
- 日本郵便加領郷簡易郵便局

## 経済

### 第一次産業

#### 漁業
主な漁港
- 加領郷漁港（第1種漁港）

### 第二次産業

#### 製造業
造船業
- 奈半利町内に本社を置く会社
  - 株式会社カゴオ:船舶修繕が主で奈半利港にドックを持つ[6]。

## 教育

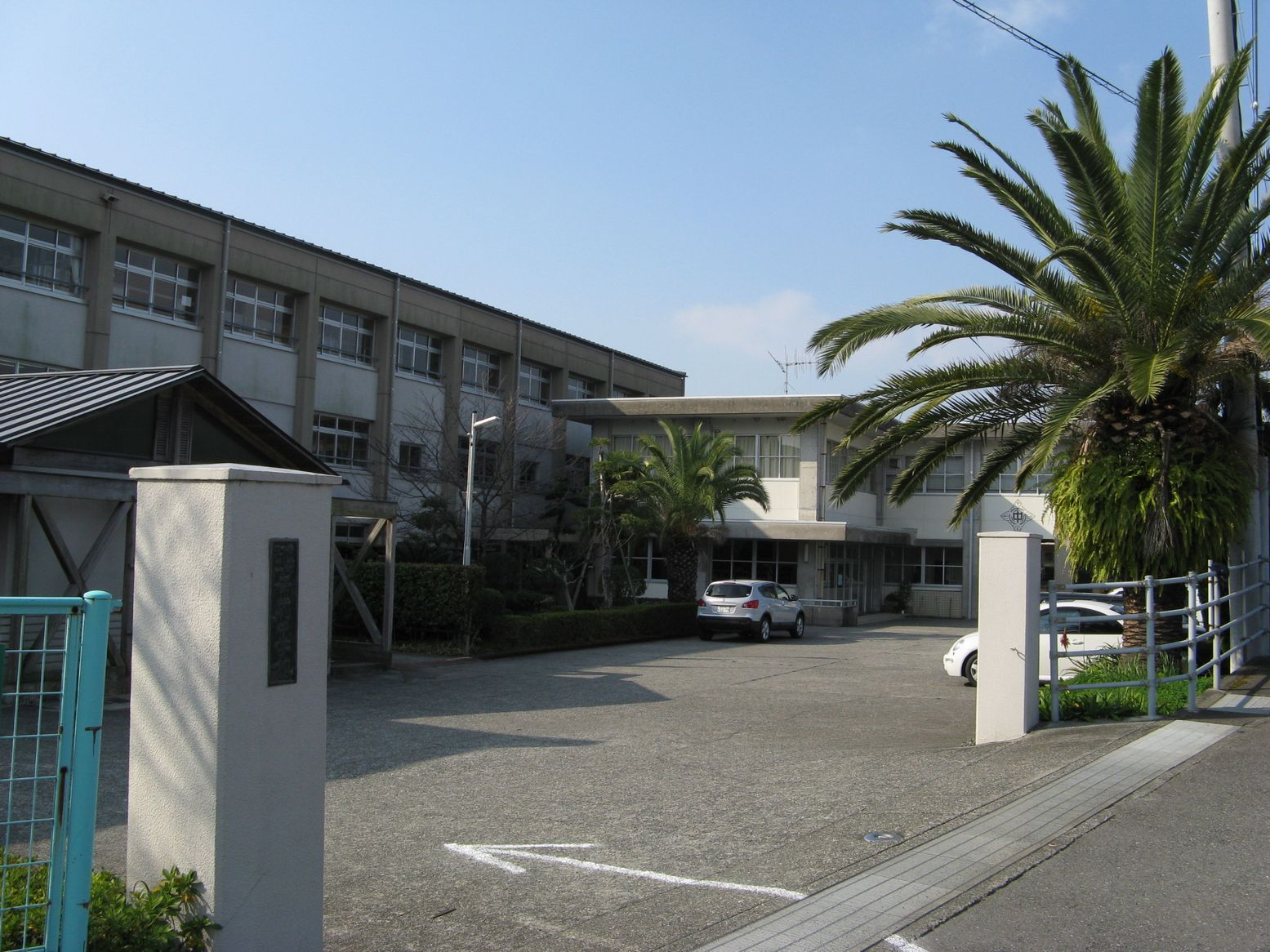
奈半利中学校

### 中学校
町立
- 奈半利町立奈半利中学校

### 小学校
町立
- 奈半利町立加領郷小学校
- 奈半利町立奈半利小学校

## 交通

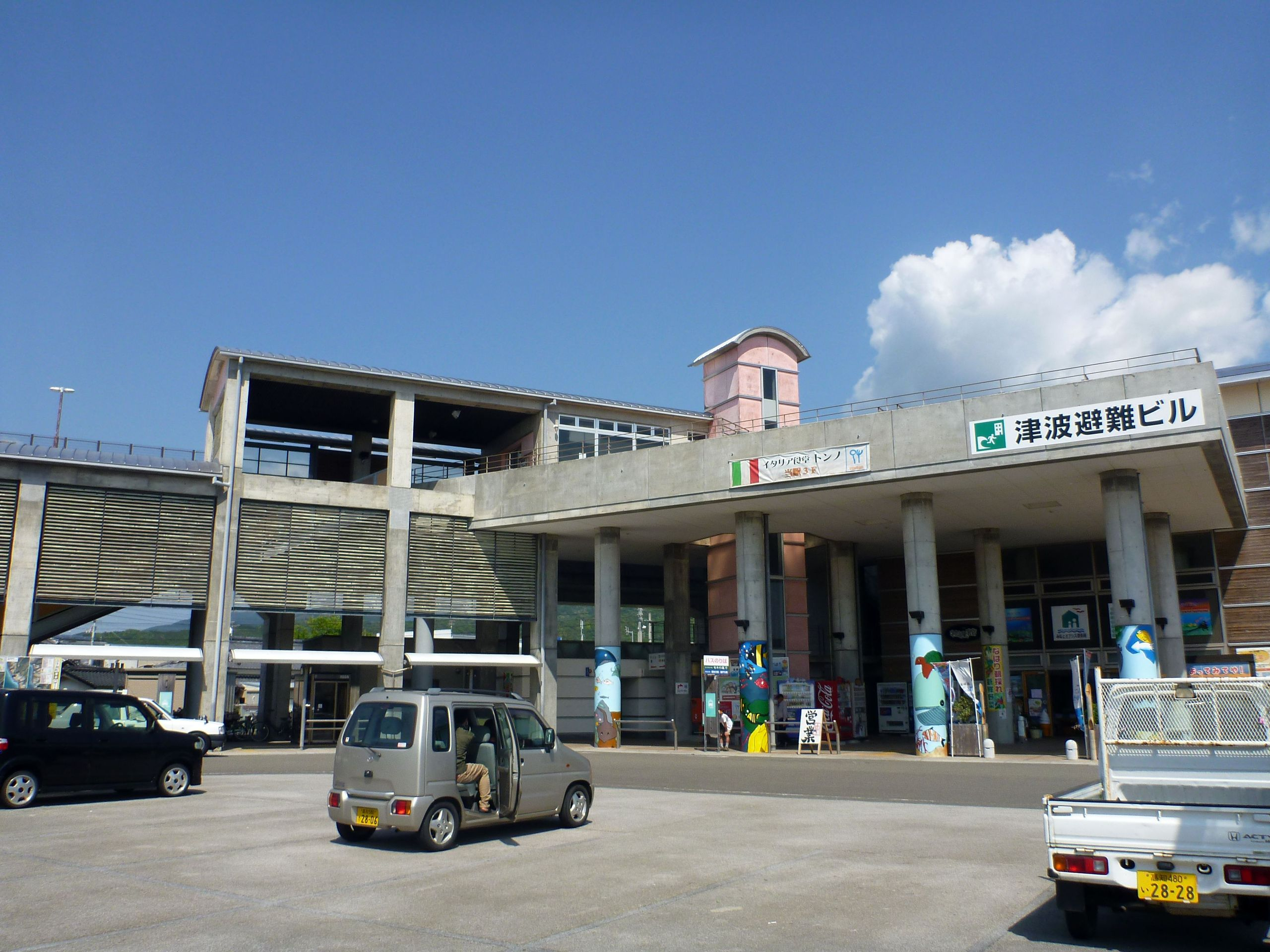
奈半利駅

### 空路

#### 空港
- 町内には空港は存在しない。
  - 最寄りの空港は、高知龍馬空港（南国市）である。

### 鉄道
- 土佐くろしお鉄道
  - ごめん・なはり線: 奈半利駅（終点）

### バス

#### 路線バス
- 高知東部交通
  - 室戸市・室戸岬・海の駅東洋町・甲浦岸壁方面
  - 田野町・安田町・安芸駅・安芸営業所方面
  - 北川村方面

### 道路

#### 高速道路
- 阿南安芸自動車道
  - 北川奈半利道路（建設中）
  - 奈半利安田道路（計画中）

#### 国道
- 国道55号
- 国道493号

#### 県道
- 高知県道205号奈半利港線

### 航路

#### 港湾
- 奈半利港（地方港湾）
  - みなとオアシス奈半利として登録されている。堀込式の湾で奈半利川河口左岸に隣接している。離岸堤にサンゴが群生している[7]。

## 観光

### 文化財
登録有形文化財(建造物）
- 大西家住宅主屋[8]。
- 正覚寺本堂[9]。
- 藤村製絲株式会社倉庫[10]。

### 名所・旧跡
主な寺院
- 正覚寺
  - 四国三十三観音霊場第九番札所。
- 三光院教会
- 報恩寺
- 極楽寺
- 善照寺
- 明信寺

主な神社
- 多気坂本神社

### 観光スポット
- 鮎乃瀬公園
- 琵琶ヶ滝
- 近代化産業遺産　藤村製糸株式会社
- 奈半利中央公園
- 野根山街道 - 奈良時代養老年間に整備された街道で、奈半利町と東洋町野根を尾根伝いに結ぶ。現在は「四国のみち」環境省ルートとして整備されている。行程約36km、高低差約1,000mの歩道。
- サンゴウオッチング

#### 集落活動センター
- 集落活動センターなはりの郷[11]

## 文化・名物

### 祭事・催事
- 奈半利町港まつり - 例年8月16日に開催される

### 名産・特産
- きんめ
- いちじく

## 出身関連著名人
- 佐治孝徳（台東庁長、台湾総督府専売局長）
- 佐治直影（大日本帝国陸軍軍人、陸軍少将）
- 野村茂久馬（実業家、政治家）
- 浜田寅彦（俳優、劇団俳優座）